# Raymond Roche
Raymond Roche, född 21 februari 1957, är en fransk roadracingförare som var aktiv i världsmästerskapen från 1978 till 1992. Han blev världsmästare i Superbike säsongen 1990.
Roche började tävla i Grand Prix Roadracing 1978 i klasserna 250GP och 350GP. Året därpå gick han upp i 500GP-klassen där han stannade till 1989. Han blev trea i 500GP Roadracing-VM 1984. Han vann aldrig ett Grand Prix, men var en stabil förare som var med i tio år. Säsongen 1989 körde Roche istället hela säsongen i Superbike och  blev VM-trea efter fem heatsegrar. Roche vann titeln säsongen 1990 efter åtta heatsegrar. Både Superbike-VM 1991 och Superbike-VM 1992 kom han tvåa i VM efter fyra respektive sex racesegrar.
Han var även världsmästare i Endurance (långlopp) 1981.

## Segrar Superbike
| Nr | Bana           | Heat | År   |
| -- | -------------- | ---- | ---- |
| 1  | Brainerd       | 1    | 1989 |
| 2  | Brainerd       | 2    | 1989 |
| 3  | Hockenheim     | 1    | 1989 |
| 4  | Hockenheim     | 2    | 1989 |
| 5  | Enna-Pergusa   | 2    | 1989 |
| 6  | Jerez          | 1    | 1990 |
| 7  | Jerez          | 2    | 1990 |
| 8  | Hungaroring    | 2    | 1990 |
| 9  | Mosport Park   | 1    | 1990 |
| 10 | Mosport Park   | 2    | 1990 |
| 11 | Sugo           | 1    | 1990 |
| 12 | Le Mans        | 1    | 1990 |
| 13 | Le Mans        | 2    | 1990 |
| 14 | Shah Alam      | 1    | 1991 |
| 15 | Shah Alam      | 2    | 1991 |
| 16 | Hockenheim     | 2    | 1991 |
| 17 | Mugello        | 2    | 1991 |
| 18 | Albacete       | 2    | 1992 |
| 19 | Donington Park | 2    | 1992 |
| 20 | Mugello        | 1    | 1992 |
| 21 | Mugello        | 2    | 1992 |
| 22 | Jahor          | 1    | 1992 |
| 23 | Phillip Island | 2    | 1992 |